# ليزلي تيرنر باوري
ليزلي تيرنر باوري (بالإنجليزية: Lesley Turner Bowrey)‏ (مواليد 16 أغسطس 1942 في نيوساوث ويلز، أستراليا)، هي لاعبة كرة مضرب أسترالية تلعب باليد اليمنى. كما أنها إحدى بطلات الجراند سلام. أعلى تصنيف لها في الفردي كان المركز الـ 2 في سنة 1964.

## مسيرتها الاحترافية
فازت باوري بـ13 بطولة جراند سلام خلال مسيرتها منها بطولتان بالفردي، و7 بطولات بزوجي السيدات، و4 بالزوجي المُختلط. وخسرت 14 نهائي في الجراند سلام.
حققت فوزين ببطولة فرنسا في سنة 1963 بعد فوزها على آن جونز في النهائي. وسنة 1965 بعد فوزها على مارغريت سميث كورت.

## روابط خارجية
- ليزلي تيرنر باوري على موقع رابطة محترفات التنس (الإنجليزية)
- ليزلي تيرنر باوري على موقع الاتحاد الدولي لكرة المضرب (الإنجليزية)
- ليزلي تيرنر باوري على موقع كأس بيلي جين كينغ (الإنجليزية)
- ليزلي تيرنر باوري على موقع قاعة مشاهير كرة المضرب الدولية (الإنجليزية)
- ليزلي تيرنر باوري على موقع اتحاد التنس الأسترالي (الإنجليزية)
- ليزلي تيرنر باوري على موقع خلاصة التنس.كوم (الإنجليزية)
- ليزلي تيرنر باوري على موقع قاعة أستراليا للمشاهير الرياضية (الإنجليزية)